# Marcus Morton
Marcus Morton, född 1784 i East Freetown, Massachusetts, död 6 februari 1864 i Taunton, Massachusetts, var en amerikansk jurist och politiker. Han var ledamot av USA:s representanthus 1817–1821, viceguvernör i delstaten Massachusetts 1824–1825 (tillförordnad guvernör 1825) samt guvernör 1840–1841 och 1843–1844.
Morton studerade vid Brown University i Rhode Island och arbetade som advokat i Massachusetts. År 1817 tillträdde han som kongressledamot för demokrat-republikanerna och lämnade kongressen 1821 efter att ha förlorat sitt mandat i kongressvalet 1820. Morton efterträdde 1824 Levi Lincoln, Jr. som viceguvernör. År 1825 var han en kort tid tillförordnad guvernör efter att William Eustis hade avlidit i ämbetet. Mellan 1825 och 1840 tjänstgjorde Morton som domare i Massachusetts högsta domstol. Under tiden var han även ordförande för demokraterna i Massachusetts fram till år 1838.
Sullivan efterträdde 1840 Edward Everett som guvernör och efterträddes 1841 av John Davis. År 1843 tillträdde han på nytt som guvernör efter Davis och efterträddes året därpå av George N. Briggs. Morton var en av de främsta slaverimotståndarna bland demokraterna i Massachusetts och på grund av den frågan gick han senare med i Free Soil Party.